# Santa Cecilia in Trastevere
Bazilica Santa Cecilia in Trastevere este un lăcaș de cult situat pe malul vestic al Tibrului, în cartierul Trastevere („Peste Tibru”) din Roma. Conform tradiției, papa Urban I a construit prima biserică de aici, pe locul în care s-a aflat domiciliul Sfintei Cecilia. Edificiul, atestat cu certitudine din secolul al V-lea, a fost extins la începutul secolului al IX-lea, în timpul pontificatului papei Pascal I.

## Lista cardinalilor protectori
- Desiderius da Benevento, O.S.B. Cas. (1059 – 1086)[1]
- Joannes (c.1106 – 1128)[2]
- Goselinus (Joselmo) (1128.12 – 1132?)[3]
- Ottaviano di Monticelli (ulterior Antipapa Victor al IV-lea) (2 martie 1151 – 7 septembrie 1159)
- Pietro (1159.02 – ?)
- Manfredo, O.S.B. Cas. (1173 – 1176)
- Tiberio Savelli (1176 – 1178)
- Pietro (1178 – 1178)
- Cinzio Papareschi (1178 – 1182)
- Pietro Diana (1188 – 1208)
- Paio Galvão, O.S.B. (1210 – 1212)
- Simon de Sully (1231 – 1232)
- Simon de Brion (17 decembrie 1261 – 22 februarie 1281)
- Jean Cholet (12 aprilie 1281 – 2 august 1293)
- Tommaso d'Ocra, O.S.B. Cel. (1294.09.18 – 1300.05.29)
- Guillaume Pierre Godin, O.P. (1312.12.23 – 1317.09.12, 1317.09.12 – 1336.06.04 în comendam)
- Guy de Boulogne (1342.09.20 – 1350, 1350 – 1373.11.25 în comendam)
- Bertrand Lagier, O.F.M. (1375 – 1378.04, 1378.04 – 1392.11.08 în comendam)
- Bonaventura Badoaro de Peraga, O.E.S.A. (1378.09.18 – 1389.07.10)
- Adam Easton, E.B.C. (1389.12.18 – 1398.08.15)
- Antonio Caetani (seniore) (1402.02.27 – 1405.06.12)
- Louis Aleman, C.R.S.J. (1426.05.27 – 1440.04.11, 1449.12.19 – 1450.10.16)
- Rinaldo Piscicello (1457.03.21 – 1457.07.04)
- Niccolò Fortiguerra (1460.03.19 – 1473.12.21)
- Giovanni Battista Cibò (ulterior Papa Inocențiu al VIII-lea) (1474.01 – 1484.08.29)
- Giovanni Giacomo Schiaffinati (1484.11.17 – 1497.12.09)
- Lorenzo Cibo de’ Mari (1497.12.09 – 1500.09 în comendam)
- Francisco de Borja (1500.10.05 – 1506.08.11)
- Francesco Alidosi (1506.08.11 – 1511.05.24)
- Carlo Domenico de Carretto (1513.06? – 1514.08.15)
- Thomas Wolsey (1515.09.10 – 1530.11.29)
- Gabriel de Gramont (1531.01.09 – 1534.03.26)
- Francesco Cornaro (1534.04.27 – 1534.09.05)
- Jean du Bellay (1535.05.31 – 1547.10.26)
- Charles de Guise de Lorraine (1547.11.04 – 1555.12.11)
- Robert de Lenoncourt (1555.12.11 – 1560.03.13)
- Alfonso Gesualdo (1561.03.10 – 1563.10.22 pro illa vice Deaconry, 1563.10.22 – 1572.10.17)
- Niccolò Sfondrati (ulterior Papa Grigore al XIV-lea) (1585.01.14 – 1590.12.05)
- Paolo Emilio Sfondrati (1591.01.14 – 1618.02.14)
- Giambattista Leni (1618.03.05 – 1627.11.03)
- Federico Baldissera Bartolomeo Cornaro (1627.11.15 – 1629.04.26)
- Giovanni Domenico Spinola (1629.04.30 – 1646.08.11)
- Michel Mazarin, O.P. (1647.12.16 – 1648.08.31)
- Gaspare Mattei (1648.09.28 – 1650.04.09)
- Francesco Angelo Rapaccioli (1650.11.21 – 1657.05.15)
- Ottavio Acquaviva d'Aragona (iuniore) (1658.03.18 – 1674.09.26)
- Philip Thomas Howard of Norfolk, O.P. (1676.03.23 – 1679.09.25)
- Giambattista Spinola (1681.09.22 – 1696.02.20)
- Celestino Sfondrati, O.S.B. (1696.02.20 – 1696.09.04)
- Giacomo Antonio Morigia, B. (1699.04.11 – 1708.10.08)
- Francesco Acquaviva (1709.01.28 – 1724.06.12, 1724.06.12 – 1725.01.09 în comendam)
- Filippo Antonio Gualterio (1725.01.29 – 1726.07.31)
- Cornelio Bentivoglio (1727.06.25 – 1732.12.30)
- Troiano Acquaviva d’Aragona (1733.01.19 – 1747.03.20)
- Joaquín Fernández Portocarrero (1747.04.10 – 1753.04.09)
- Giorgio Doria (1757.01.03 – 1759.01.31)
- Cosimo Imperiali (1759.02.12 – 1764.10.13)
- Giuseppe Maria Feroni (1764.12.17 – 1767.11.15)
- Ferdinando Maria de Rossi (1767.12.14 – 1775.02.04)
- Girolamo Spinola (1775.03.13 – 1775.04.03, 1775.04.03 – 1784.07.22 în comendam)
- Hyacinthe Sigismond Gerdil, B. (1784.09.20 – 1802.08.12)
- Giuseppe Maria Doria Pamphilj (1802.09.20 – 1803.09.26, 1803.09.26 – 1816.02.10 în comendam)
- Giorgio Doria Pamfilj Landi (1818.03.16 – 1837.11.16)
- Giacomo Luigi Brignole (1838.09.13 – 1847.06.11, 1847.06.11 – 1853.06.23 în comendam)
- Giovanni Brunelli (1853.12.22 – 1861.02.21)
- Karl August Graf von Reisach (1861.09.27 – 1868.06.22)
- Innocenzo Ferrieri (1868.09.24 – 1887.01.13)
- Mariano Rampolla del Tindaro (1887.05.26 – 1913.12.16)
- Domenico Serafini, O.S.B. Subl. (1914.05.28 – 1918.03.05)
- Augusto Silj (1919.12.18 – 1926.02.27)
- Bonaventura Cerretti (1926.06.24 – 1933.03.13)
- Francesco Marmaggi (1936.01.04 – 1949.11.03)
- Gaetano Cicognani (1953.10.29 – 1959.12.14)
- Albert Gregory Meyer (1959.12.17 – 1965.04.07)
- John Patrick Cody (1967.06.29 – 1982.04.25)
- Carlo Maria Martini, S.J. (1983.02.02 – 2012.08.31)
- Gualtiero Bassetti, (22 februarie 2014 - prezent)

## Legături externe

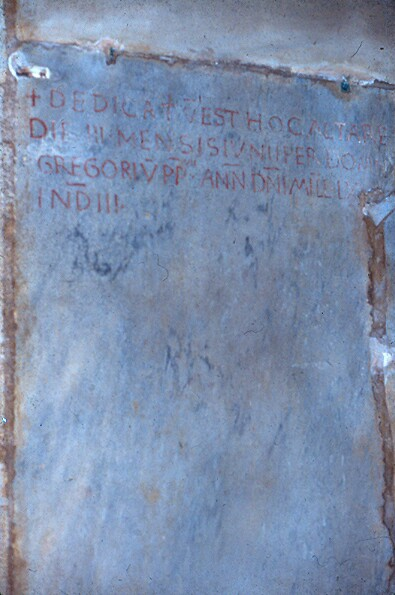
Inscripția lui Grigore al VII-lea, întemeierea unui altar